# Сибирский ушан
Сибирский ушан или ушан Огнёва (лат. Plecotus ognevi) — один из видов рода ушанов из семейства обыкновенных летучих мышей (Vespertilionidae). Ранее (до 2006 г) этот вид отождествляли с бурым и японским ушанами, рассматривая как восточные подвид первого под названием P. auritus sacrimontis. По данным генетических исследований все три формы представляют собой самостоятельные виды; соответственно, название Plecotus sacrimontis осталось за японским ушаном, населяющим Японские острова и Кунашир; действительным названием для сибирского вида стало P. ognevi Kishida. Вид назван в честь известного советского зоолога Сергея Ивановича Огнева.

## Описание
Масса тела составляет около 6-14 г, длина тела равна 42-55 мм. Длина хвоста 40-51 мм, длина предплечья 37-44 мм, в то время как размах крыльев — 25-28 см. P. ognevi свойственна длинная и густая шерсть. В окраске присутствуют желтоватые и бурые тона, окрас спины колеблется между палево- и рыжевато-бурым, окрас брюха палево-белесый. У вида хорошо развиты вздутия за ноздрями, бугорок над глазам может варьироваться в размерах, но обычно крупный. Коготь первого пальца крыла длинный и изогнутый. Череп имеет сравнительно мелкие барабаны, слабо выражен сагиттальный гребень. Масса и размер черепа сибирского ушана в среднем чуть больше, чем у бурого ушана (P. auritus).
Ушаны Огнёва склонны оседать на убежище. Оно может представлять собой различные полости в деревьях, пещеры, гроты, горные трещины и постройки человека, в которых ушаны могут заселяться или зимовать. Спаривание происходит перед началом и во время зимней спячки, роды приходятся на весну — начало лета. В выводке обычно 1 детеныш, период лактации длится около полутора месяцев. Выводковые колонии состоят из 3-10 самок, в то время как самцы держатся обособленно.
Продолжительность жизни сибирских ушанов составляет от 5 до 10, в редких случаях до 30 лет.

### Эхолокация
Как и большинство представителей семейства летучих мышей, сибирские ушаны способны производить эхолокационные сигналы. У данного вида они имеют относительно низкую интенсивность 25-85 кГц, амплитуда может достигать около 50 кГц.

## Распространение
Ареал сибирского ушана охватывает Среднюю и Восточную Сибирь, Казахстан, Алтай, Монголию, Маньчжурию, Восток Китая, Корейский полуостров, Приамурье (Хинганский заповедник) и Дальний Восток (Сахалин и Курилы, кроме Кунашира). 
Сибирские ушаны населяют преимущественно смешанные и таёжные леса, но могут жить и в лесостепях, и даже в сухих степях (при наличии подходящих убежищ). В качестве убежищ используют дупла, естественные пещеры и искусственные подземные полости. В горах могут жить до высоты 3550 м над уровнем моря.

## Статус популяции и охрана
P. ognevi присвоен статус вида, вызывающего наименьшее опасение (LC), однако в 2012 году Министерство окружающей среды Южной Кореи отнесло родственный этот вид (как P. auritus) к уязвимым таксонам. Основную угрозу ушанам Огнева представляет вырубка широколистных лесов, в особенности старовозрастных деревьев, влекущая за собой сокращение потенциальных убежищ. Вид внесен в Красные книги Алтайского края и Республики Тыва.